# Équipe d'Indonésie de Fed Cup
L'équipe d'Indonésie de Fed Cup est l’équipe qui représente l’Indonésie lors de la compétition de tennis féminin par équipe nationale appelée Fed Cup (ou « Coupe de la Fédération » entre 1963 et 1994).
Elle est constituée d'une sélection des meilleures joueuses de tennis indonésiennes du moment sous l’égide de la Fédération indonésienne de tennis.

## Résultats par année

### 1969 - 1969
- 1969 (5 tours, 20 équipes) : pour sa première participation, après une victoire au 1er tour contre la Grèce, l’Indonésie s'incline au 2e tour contre les Pays-Bas.

### 1970 - 1979
- 1970 (5 tours, 22 équipes) : après un « bye » au 1er tour, l’Indonésie s'incline au 2e tour contre la Suède.
- 1971 (4 tours, 14 équipes) : l’Indonésie s'incline au 1er tour contre l’Afrique du Sud.
- 1972 : l’Indonésie ne participe pas à cette édition organisée à Johannesburg.
- 1973 (5 tours, 30 équipes) : après une victoire au 1er tour contre la Nouvelle-Zélande et le Luxembourg au 2e tour, l’Indonésie s'incline en 1/4 de finale contre l’Australie.
- 1974 (5 tours, 29 équipes) : l’Indonésie s'incline au 1er tour contre  Israël.
- 1975 (5 tours, 31 équipes) : l’Indonésie s'incline au 1er tour contre la Hongrie.
- 1976 (5 tours, 32 équipes) : l’Indonésie s'incline au 1er tour contre la Suisse.
- 1977 (5 tours, 32 équipes) : l’Indonésie s'incline au 1er tour contre l’Australie.
- 1978 (5 tours, 32 équipes) : après une victoire au 1er tour contre les Philippines, l’Indonésie s'incline au 2e tour contre la Tchécoslovaquie.
- 1979 (5 tours, 32 équipes) : l’Indonésie s'incline au 1er tour contre la France.

### 1980 - 1989
- 1980 (5 tours, 32 équipes) : après une victoire au 1er tour contre  Taïwan, l’Indonésie s'incline au 2e tour contre l’Australie.
- 1981 (5 tours, 32 équipes) : l’Indonésie s'incline au 1er tour contre  Israël.
- 1982 (5 tours, 32 équipes) : l’Indonésie s'incline au 1er tour contre les États-Unis.
- 1983 (qualifications + 5 tours, 39 équipes) : l’Indonésie s'incline en qualifications contre la Chine.
- 1984 (qualifications + 5 tours, 36 équipes) : l’Indonésie s'incline en qualifications contre la Colombie.
- 1985 (qualifications + 5 tours, 38 équipes) : l’Indonésie s'incline en qualifications contre la Chine.
- 1986 (qualifications + 5 tours, 42 équipes) : après une victoire en qualifications contre le Chili, l’Indonésie s'incline au 1er tour contre l’Espagne.
- 1987 (qualifications + 5 tours, 42 équipes) : après une victoire en qualifications contre la Finlande et l’Irlande au 1er tour, l’Indonésie s'incline au 2e tour contre la Bulgarie.
- 1988 (qualifications + 5 tours, 36 équipes) : après une victoire au 1er tour contre la Grande-Bretagne, l’Indonésie s'incline au 2e tour contre l’Espagne.
- 1989 (qualifications + 5 tours, 40 équipes) : après une victoire en qualifications contre la Malaisie, l’Indonésie s'incline au 1er tour contre la Grande-Bretagne.

### 1990 - 1999
- 1990 (qualifications + 5 tours, 44 équipes) : après une victoire en qualifications contre la Yougoslavie, l’Indonésie s'incline au 1er tour contre l’Australie.
- 1991 (qualifications + 5 tours + barrages, 56 équipes) : après une victoire au 1er tour contre la Yougoslavie et la Pologne au 2e tour, l’Indonésie s'incline en 1/4 de finale contre l’Espagne.
- 1992 (5 tours + barrages, 32 équipes) : après une défaite au 1er tour contre le Japon, l’Indonésie s'incline en play-offs contre le Mexique.
- 1993 (5 tours + barrages, 32 équipes) : après une victoire au 1er tour contre la Pologne, l’Indonésie s'incline au 2e tour contre l’Espagne.
- 1994 (5 tours, 32 équipes) : après une victoire au 1er tour contre  Taïwan, l’Indonésie s'incline au 2e tour contre la Bulgarie.

La compétition change de format à compter de 1995 : la Coupe de la Fédération devient Fed Cup.
- 1995 (3 tours, 8 équipes + groupe mondial II, play-offs I et II) : après une défaite en groupe mondial II contre l’Argentine, l’Indonésie l’emporte en play-offs II contre l’Italie.
- 1996 (3 tours, 8 équipes + groupe mondial II, play-offs I et II) : après une défaite en groupe mondial II contre la Belgique, l’Indonésie s'incline en play-offs II contre la Suisse.
- 1997 (3 tours, 8 équipes + groupe mondial II, play-offs I et II) : l’Indonésie s'incline en play-offs II contre l’Italie.
- 1998 - 1999 : l’Indonésie concourt dans les compétitions par zones géographiques.

### 2000 - 2009
- 2000 : l’Indonésie concourt dans les compétitions par zones géographiques.
- 2001 (2 tours + round robin + finale, 16 équipes + play-offs) : l’Indonésie s'incline en play-offs I contre l’Autriche.
- 2002 : l’Indonésie concourt dans les compétitions par zones géographiques.
- 2003 (4 tours, 16 équipes + play-offs) : l’Indonésie s'incline en play-offs I contre l’Allemagne.
- 2004 (4 tours, 16 équipes + play-offs) : l’Indonésie l’emporte en play-offs I contre la Slovénie.
- 2005 (3 tours, 8 équipes + groupe mondial II, play-offs I et II) : après une défaite en groupe mondial II contre l’Allemagne, l’Indonésie l’emporte en play-offs II contre la Porto Rico.
- 2006 (3 tours, 8 équipes + groupe mondial II, play-offs I et II) : après une défaite en groupe mondial II contre la Chine, l’Indonésie déclare forfait en play-offs II contre  Israël.
- 2007 - 2008 - 2009 : l’Indonésie concourt dans les compétitions par zones géographiques.

### 2010 - 2015
- 2010 - 2011 - 2012 - 2013 - 2014 - 2015 : l’Indonésie concourt dans les compétitions par zones géographiques.

## Bilan de l'équipe
Résultats des confrontations entre l’Indonésie et ses adversaires les plus fréquents (3 rencontres minimum dans les groupes mondiaux).
| # | Adversaires | Rencontres | Victoires | Défaites | % victoires |
| - | ----------- | ---------- | --------- | -------- | ----------- |
| 1 | Australie   | 4          | 0         | 4        | 0 %         |
| 2 | Espagne     | 4          | 0         | 4        | 0 %         |
| 3 | Israël      | 3          | 1         | 2        | 33 %        |
| 4 | Chine       | 3          | 0         | 3        | 0 %         |

## Bilan des joueuses les plus sélectionnées
Ce bilan est calculé sur la base des rencontres officielles des groupes mondiaux et barrages I et II. Les rencontres des tableaux dits de « consolation » et celles par « zones géographiques » ne sont pas prises en compte. Les joueuses comptant moins de 5 sélections ne sont pas reprises dans le tableau.
| # | Joueuses           | De   | à    | Sélections | Matchs | Victoires | Défaites | % victoires |
| - | ------------------ | ---- | ---- | ---------- | ------ | --------- | -------- | ----------- |
| 1 | Lany Kaligis       | 1969 | 1975 | 9          | 17     | 6         | 11       | 35 %        |
| 2 | Lita Sugiarto      | 1969 | 1981 | 15         | 28     | 11        | 17       | 39 %        |
| 3 | Romana Tedjakusuma | 1992 | 2006 | 14         | 26     | 8         | 18       | 31 %        |
| 4 | Suzanna Wibowo     | 1981 | 1993 | 22         | 33     | 17        | 16       | 52 %        |
| 5 | Wynne Prakusya     | 1996 | 2005 | 7          | 17     | 8         | 9        | 47 %        |
| 6 | Yayuk Basuki       | 1985 | 2001 | 26         | 48     | 28        | 20       | 58 %        |
| 7 | Yolanda Sumarno    | 1976 | 1981 | 8          | 12     | 2         | 10       | 17 %        |